# Муселимов конак
Муселимов конак је најстарија сачувана зграда у Ваљеву. Настала је крајем 18. века за потребе муселима, турског управника Ваљевске нахије.
Док је његов приземни део представљао административне просторије у подруму се налазила апсана, односно затвор. По овом затвору зграда је позната у историји. Почетком 1804. године у њему су били заточени ваљевски кнежеви Алекса Ненадовић и Илија Бирчанин, и из њега су одведени на губилиште, стотинак метара даље, на обалу реке Колубаре. После егзекуције, у историји познате као "сеча кнезова", њихове главе су биле набијене на колац и јавно изложене на крову конака. Будући да је ова зграда била у директној вези са сечом кнезова, као непосредним поводом Првог српског устанка, у њој је данас презентована поставка о ваљевском крају у Првом и Другом српском устанку, чиме је аутентичност објекта директно ангажована у функцији првог и основног експоната изложбе. У Муселимовом конаку су данас изложени бројни експонати који су у директној или индиректној вези са догађајима током Српске револуције.
Данас, споменик културе Муселимов конак је издвојено одељење Народног музеја Ваљево.